# Schweizer Meisterschaften im Biathlon 2025
Die Schweizer Meisterschaften im Biathlon 2025 fanden am 28. und 30. März 2025 im Nordischen Skizentrum Goms in Ulrichen statt. Sowohl für Männer als auch für Frauen wurden Wettkämpfe im Sprint und im Massenstart ausgetragen, die Single-Mixed-Staffel wurde im Vergleich zum Vorjahr nicht gelaufen.
Die Titelkämpfe bildeten den Saisonabschluss des Swiss Biathlon Cups und wurden unmittelbar nach den Winter-Militärweltspielen 2025 gemeinsam mit den Schweizer Langlaufmeisterschaften ausgetragen. Elisa Gasparin und Flavia Barmettler beendeten mit den Meisterschaften ihre Karriere als Leistungssportler.
Niklas Hartweg und Amy Baserga nahmen nicht an den Meisterschaften teil.

## Männer

### Sprint 6 km
Erwachsene
| \| Platz \| Starter \| Verein \| Zeit (min) \| Schiessfehler \| \| ----- \| ----------------- \| ------------------- \| ---------- \| ------------- \| \| 1 \| Sebastian Stalder \| SC Gardes-Frontière \| 18:27,0 \| 1+1 \| \| 2 \| Joscha Burkhalter \| SC Zweisimmen \| 18:58,3 \| 1+3 \| \| 3 \| Yannik Kreuzer \| SC Obergoms \| 19:31,5 \| 1+2 \| | Datum: 28. März 2025 |                     |            |               |
| Platz | Starter              | Verein              | Zeit (min) | Schiessfehler |
| 1 | Sebastian Stalder    | SC Gardes-Frontière | 18:27,0    | 1+1           |
| 2 | Joscha Burkhalter    | SC Zweisimmen       | 18:58,3    | 1+3           |
| 3 | Yannik Kreuzer       | SC Obergoms         | 19:31,5    | 1+2           |

Junioren
| Platz | Starter         | Verein                     | Zeit (min) | Schiessfehler |
| ----- | --------------- | -------------------------- | ---------- | ------------- |
| 1     | Paul Stalder    | SC Goupils Alpes Vaudoises | 19:08,2    | 0+2           |
| 2     | Remo Burch      | SC Schwendi-Langis         | 19:19,9    | 1+1           |
| 3     | Matthias Riebli | SC Schwendi-Langis         | 20:05,6    | 2+3           |

Jugend (2006 und jünger)
| Platz | Starter      | Verein             | Zeit (min) | Schiessfehler |
| ----- | ------------ | ------------------ | ---------- | ------------- |
| 1     | Levin Kunz   | SC am Bachtel      | 19:25,1    | 1+0           |
| 2     | Vince Vogel  | SC Schwendi-Langis | 19:39,2    | 1+1           |
| 3     | Flurin Peter | SC am Bachtel      | 20:13,0    | 0+0           |

### Massenstart 12 km
Erwachsene
| \| Platz \| Starter \| Verein \| Zeit (min) \| Schiessfehler \| \| ----- \| ------------------ \| ------------------- \| ---------- \| ------------- \| \| 1 \| Sebastian Stalder \| SC Gardes-Frontière \| 30:10,7 \| 0+1+1+0 \| \| 2 \| Joscha Burkhalter \| SC Zweisimmen \| 30:56,5 \| 1+0+2+2 \| \| 3 \| Arnaud Du Pasquier \| SAS Bern \| 31:27,0 \| 2+1+2+1 \| | Datum: 30. März 2025 |                     |            |               |
| Platz | Starter              | Verein              | Zeit (min) | Schiessfehler |
| 1 | Sebastian Stalder    | SC Gardes-Frontière | 30:10,7    | 0+1+1+0       |
| 2 | Joscha Burkhalter    | SC Zweisimmen       | 30:56,5    | 1+0+2+2       |
| 3 | Arnaud Du Pasquier   | SAS Bern            | 31:27,0    | 2+1+2+1       |

Junioren
| Platz | Starter         | Verein                     | Zeit (min) | Schiessfehler |
| ----- | --------------- | -------------------------- | ---------- | ------------- |
| 1     | Felix Ullmann   | SC am Bachtel              | 31:54,6    | 2+1+1+1       |
| 2     | Matthias Riebli | SC Schwendi-Langis         | 31:59,1    | 1+1+3+1       |
| 3     | Paul Stalder    | SC Goupils Alpes Vaudoises | 32:11,3    | 0+2+1+3       |

Jugend (2006 und jünger)
| Platz | Starter       | Verein        | Zeit (min) | Schiessfehler |
| ----- | ------------- | ------------- | ---------- | ------------- |
| 1     | Levin Kunz    | SC am Bachtel | 33:10,3    | 1+2+2+1       |
| 2     | Tanguy Fellay | SC Val Ferret | 33:42,2    | 1+1+2+2       |
| 3     | Jesco Mengis  | SC Obergoms   | 33:45,8    | 1+2+3+0       |

## Frauen

### Sprint 6 km
Erwachsene
| \| Platz \| Starter \| Verein \| Zeit (min) \| Schiessfehler \| \| ----- \| --------------- \| ------------------- \| ---------- \| ------------- \| \| 1 \| Elisa Gasparin \| SC Gardes-Frontière \| 20:15,8 \| 0+1 \| \| 2 \| Lea Meier \| SC Davos \| 21:15,9 \| 1+1 \| \| 3 \| Irene Cadurisch \| SC Gardes-Frontière \| 22:45,5 \| 1+2 \| | Datum: 28. März 2025 |                     |            |               |
| Platz | Starter              | Verein              | Zeit (min) | Schiessfehler |
| 1 | Elisa Gasparin       | SC Gardes-Frontière | 20:15,8    | 0+1           |
| 2 | Lea Meier            | SC Davos            | 21:15,9    | 1+1           |
| 3 | Irene Cadurisch      | SC Gardes-Frontière | 22:45,5    | 1+2           |

Juniorinnen
| Platz | Starter         | Verein             | Zeit (min) | Schiessfehler |
| ----- | --------------- | ------------------ | ---------- | ------------- |
| 1     | Ronja Rietveld  | SC Schwendi-Langis | 23:31,1    | 1+2           |
| 2     | Lara Berwert    | SC Schwendi-Langis | 24:04,8    | 1+1           |
| 3     | Marina Benderer | CS Lischana Scuol  | 24:16,3    | 2+2           |

Jugend (2006 und jünger)
| Platz | Starter             | Verein             | Zeit (min) | Schiessfehler |
| ----- | ------------------- | ------------------ | ---------- | ------------- |
| 1     | Lena Baumann        | SC Einsiedeln      | 20:48,4    | 0+1           |
| 2     | Sophia Imwinkelried | SC Obergoms        | 23:13,1    | 1+2           |
| 3     | Molly Kafka         | SC Schwendi-Langis | 23:31,6    | 3+0           |

### Massenstart 9 km
Erwachsene
| \| Platz \| Starter \| Verein \| Zeit (min) \| Schiessfehler \| \| ----- \| ----------------- \| ------------------- \| ---------- \| ------------- \| \| 1 \| Lena Häcki-Groß \| Nordic Engelberg \| 23:31,0 \| 0+0+0+1 \| \| \| Coralie Langel \| SC Mont Noir \| 25:18,4 \| 1+1+1+0 \| \| 2 \| Flavia Barmettler \| SC Schwendi-Langis \| 25:31,5 \| 1+1+0+0 \| \| 3 \| Elisa Gasparin \| SC Gardes-Frontière \| 25:31,8 \| 1+0+2+1 \| | Datum: 30. März 2025 |                     |            |               |
| Platz | Starter              | Verein              | Zeit (min) | Schiessfehler |
| 1 | Lena Häcki-Groß      | Nordic Engelberg    | 23:31,0    | 0+0+0+1       |
| | Coralie Langel       | SC Mont Noir        | 25:18,4    | 1+1+1+0       |
| 2 | Flavia Barmettler    | SC Schwendi-Langis  | 25:31,5    | 1+1+0+0       |
| 3 | Elisa Gasparin       | SC Gardes-Frontière | 25:31,8    | 1+0+2+1       |

Juniorinnen
| Platz | Starter        | Verein             | Zeit (min) | Schiessfehler |
| ----- | -------------- | ------------------ | ---------- | ------------- |
| 1     | Alessia Laager | Piz Ot Samedan     | 25:31,0    | 0+1+1+0       |
| 2     | Ronja Rietveld | SC Schwendi-Langis | 26:39,8    | 1+0+1+0       |
| 3     | Enya Mürner    | SC Frutigen        | 28:25,6    | 2+0+3+0       |

Jugend (2006 und jünger)
| Platz | Starter             | Verein             | Zeit (min) | Schiessfehler |
| ----- | ------------------- | ------------------ | ---------- | ------------- |
| 1     | Sophia Imwinkelried | SC Obergoms        | 25:55,1    | 1+1+0+1       |
| 2     | Lena Baumann        | SC Einsiedeln      | 26:53,6    | 1+2+1+2       |
| 3     | Giannina Piller     | SC Schwendi-Langis | 27:19,1    | 0+1+3+1       |